# Limburgse Onderduikorganisatie
De Limburgse Onderduikorganisatie (L.O.-Limburg), ontstaan uit plaatselijke groepen in de loop van 1943, was de provinciale bundeling van verzetsgroepen in Limburg. Na enige maanden sloot zij zich aan bij de Landelijke Organisatie voor Hulp aan Onderduikers.
De L.O.-Limburg verdient echter aparte vermelding, ten eerste om haar ontstaan, ten tweede door de personen die er de leiding namen.

## Rooms-Katholieke Kerk
Meer dan in andere provincies had de Kerk invloed op de hulp aan onderduikers in de regio. De vrome en conservatieve bisschop van Roermond mgr. J.H.G. Lemmens ontpopte zich tot een verklaard en krachtig tegenstander van het nationaalsocialisme en het Duitse Hitler-regime en gaf daarvan meermalen blijk in herderlijk schrijvens. Na de pogingen maatschappelijke organisaties te nazificeren (zoals rooms-katholieke jongerenorganisaties en het Rooms-Katholiek Werkliedenverbond) konden vele daarvan doorgaan onder de vleugel van de nauw met de Kerk verbonden Katholieke Actie, die niet was verboden. Mgr. Lemmens verzette zich tegen de Jodenvervolging en tegen maatregelen om Nederlanders te laten werken voor de Duitse oorlogsindustrie. Boodschappen van de bisschop werden van de kansel afgelezen. Vele priesters zagen daarin een aansporing de daad bij het woord te voegen.
Lemmens' secretaris Jan Leo Moonen werd een steun en toeverlaat van Limburgse geestelijken die het verzet actief vorm wilden geven.

## April-meistaking
Een drietal kort opeenvolgende Duitse maatregelen wekte grote woede onder de Nederlandse bevolking en leidden tussen 28 april en 3 mei 1943 tot een spontane stakingsactie. Dat waren:
- de verheviging van de Jodendeportaties,
- de verscherpte Arbeitseinsatz,
- de terugvoering van Nederlandse oud-militairen in krijgsgevangenschap.

Tezamen bedreigden zij bijna ieder Nederlands huisgezin en leidden tot grote onrust.
In Limburg brak de staking als eerste uit in de Mijnstreek, vervolgens werd ze in de stedelijke gebieden vrijwel algemeen. De staking werd onderdrukt door een golf van arrestaties en invoering van een standgericht (zeven doodvonnissen werden voltrokken).
Hierop doken zovelen onder, dat georganiseerde hulp dringend noodzakelijk werd.

## Initiatief
Het initiatief van de hulp aan onderduikers in Limburg ging uit van een tweetal paters in Venlo, de kapelaans Jac Naus en G.J. van Enckevort. Zij riepen de hulp in van de onderwijzer Jan Hendrikx, omdat zij het beter achtten in verband met hun functie enigszins op de achtergrond te blijven.
Tegelijk deed pater Ludo Bleys in Roermond hetzelfde; niet veel later ontstonden hulporganisaties in Zuid-Limburg.
In de zomer van 1943 werd een onderduikerskamp opgezet in de bossen rond Helden; deze werd echter spoedig ontdekt. Hierna werden adressen gezocht door heel Limburg, vooral op het platteland. Vanaf de kansel werd opgeroepen tot het leveren van geld en kleding. Knokploegen, onder andere in Helden, leverden persoonsbewijzen, bonkaarten en dergelijke. Ook was er in Limburg een groep actief die mensen hielp naar België en verder naar Zwitserland te vluchten. Deze organisatie hielp geallieerde piloten (Pilotenhulp) te repatriëren via de clandestiene grensovergang bij Neeritter. Joden en Engelandvaarders maakten er eveneens gebruik van. Daarmee waren er contacten met het Belgische netwerk dat de geallieerde vliegeniers via de Komeet-lijn naar Brussel vervoerden, van waaruit een vluchtroute naar Spanje was opgebouwd.
Het was veruit de belangrijkste ontsnappingsroute: er werden ongeveer 700 piloten geholpen.
De Komeet-lijn werd eind 1942 grote schade toegebracht door provocateurs. Daardoor ontstonden in Nederlands Limburg in de zomer van 1943 problemen met de afvoer van vluchtelingen.
Eén route had geen schade geleden: de lijn via Luik en Nancy naar Zwitserland, die vooral door joden en Engelandvaarders werd gebruikt. De centrale figuur op de lijn over Nancy was de in Neer geboren priester Père Timmermans, die na zijn priesterwijding doceerde aan het seminarie in Nancy. Zijn collega’s (onder wie de eerder genoemde kapelaans Naus en Van Enckevort) in Limburg hadden hem niet uit het oog verloren en al spoedig na de Duitse inval polsten ze hem of het mogelijk was vluchtelingen uit Nederland naar Zwitserland te helpen. Timmermans, die bekend werd onder de naam Père Tim, hielp honderden vluchtelingen door hen in Nancy onderdak te verschaffen en te voorzien van voedselbonnen en valse papieren. Joodse onderduikers hielp men vluchten naar het veilige Spanje onder Franco.
In Nijmegen (dat deel uitmaakte van de Limburgse organisatie) zat verder de Falsificatiecentrale (FC) die zich bezighield met het vervalsen van alle mogelijke stempels en papieren en was opgezet door de student Jacques de Weert.
Een aantal Joodse kinderen kwam naar Limburg via het studentenverzet in de NV-groep en via het werk van Walter Süskind, de beheerder van het Joodse deportatiecentrum de Hollandsche Schouwburg in Amsterdam. Vrijwel al deze kinderen hebben de oorlog overleefd.

## Landelijke aansluiting
Eind 1943 sloot de Limburgse LO zich aan bij de Landelijke Organisatie voor Hulp aan Onderduikers. Jan Hendrikx werd de regionale vertegenwoordiger. Nadat de LO was gedwongen zich te reorganiseren, was Hendrikx ook lid van de zgn. Landelijke Top.